# 4236-os mellékút (Magyarország)
A 4236-os számú mellékút egy 5 kilométer hosszú, négy számjegyű országos közút Békés vármegye északi részén, Zsadány és Okány települések összekötését szolgálja.

## Nyomvonala
Zsadány külterületén, a település központjától több mint 7 kilométerre délnyugatra ágazik ki a 4219-es útból, annak a 33+200-as kilométerszelvényénél, nyugati irányban. Alig néhány lépés után keresztez egy kisebb vízfolyást, melynek túlsó partján már okányi közigazgatási területen folytatódik. Nyílegyenesen halad nyugati irányban egészen a belterület széléig, amit 4,2 kilométer után ér el, ezt követően egy kicsit északabbi irányba tér, Hunyadi út néven. Így is ér véget, beletorkollva a 4223-as útba, annak 19+700-as kilométerszelvénye közelében.
Teljes hossza, az országos közutak térképes nyilvántartását szolgáló kira.gov.hu adatbázisa szerint 4,988 kilométer.

## Települések az út mentén
- Zsadány
- Okány

## Története
1934-ben a kereskedelem- és közlekedésügyi miniszter 70 846/1934. számú rendelete harmadrendű főúttá nyilvánította, a Körösladány-Vésztő-Geszt közti 436-os főút részeként. Érdekesség, hogy annak az útvonalnak a kezdeti, Körösladány-Vésztő közti szakasza minden jel szerint soha nem épült meg szilárd burkolatú útként (a rendelet alapján 1937-ben kiadott közlekedési térkép is kiépítetlen útvonalként tüntette fel, a Vésztő-Okány szakasszal együtt).